# Marguerite Ire (reine de Danemark)
Pour les articles homonymes, voir Marguerite Ire et Marguerite, princesse de Danemark.
Marguerite Ire de Danemark, Norvège et Suède (en danois : Margrete 1 af Danmark, Norge og Sverige), surnommée « la Sémiramis du Nord », née en 1353 à Søborg et morte le 28 octobre 1412. Elle est régente du Danemark à partir de 1375 pour son fils Olaf de Norvège, puis reine de Suède à partir de 1387. Elle est aussi à l'origine de l'union de Kalmar, créée en 1397.

## Biographie

### Titre
Elle est connue en français sous le nom de Marguerite Ire pour la distinguer de la reine Margrethe II, mais ne s'est jamais donnée elle-même le titre de reine de Danemark, à l'exception d'une brève période en 1375. Elle se faisait nommer plutôt Marguerite, fille du roi de Danemark Valdemar, par la grâce de Dieu et héritière de droit du Danemark lorsqu'il fallait faire référence à la régence qu'elle exerçait sur le Danemark. Sinon, elle se faisait appeler simplement Madame la Reine, sans spécifier de quoi elle était la reine. Le pape Boniface IX l'appelait en revanche reine du Danemark ou reine de Danemark, Norvège et Suède dans sa correspondance.
En Norvège, elle était connue comme reine (reine-consort dans un premier temps, puis reine douairière) et régente. En Suède, elle était reine douairière et souveraine plénipotentiaire. Lorsqu'elle épousa Håkon VI, en 1363, il était encore co-roi de Suède, et Marguerite était donc sa reine. Ils n'ont jamais renoncé à ce titre, malgré le fait qu'ils se sont fait déposer, notamment grâce au fait qu'ils ont gardé le contrôle sur l'ouest de la Suède jusqu'à la mort d'Håkon VI.

### Reine
Elle est la fille cadette de Valdemar IV, roi de Danemark et de la reine Hedwige de Schleswig. Elle épouse le 9 avril 1363, le roi Håkon VI de Norvège, qui est le plus jeune et le seul fils survivant du roi Magnus Eriksson.
À la mort de son père, en 1375, elle fait proclamer son fils Oluf, alors âgé de cinq ans, roi de Danemark sous sa tutelle. Håkon étant mort en 1380, Oluf succède à son père et Marguerite devient également régente de la Norvège. À la mort de son fils en 1387, elle est proclamée reine à vie en Norvège et au Danemark en 1388.
Elle donne des preuves de ses qualités de femme d'État en reprenant la possession du duché de Schleswig aux comtes de Holstein, qui en avaient eu la possession absolue pendant une génération, puis en le rendant comme fief en 1386 (accord de Nyborg), mais sous des conditions si contraignantes que la couronne danoise en retire tous les avantages. De plus, par cet accord, la noblesse du Jutland, en rébellion chronique, perd le soutien du Schleswig-Holstein. Marguerite, libérée de toute crainte de révolte au Danemark, peut tourner son attention vers la Suède où des nobles sont déjà en armes contre leur souverain Albert de Mecklembourg.
Lors d'une conférence tenue en mars 1388 au château de Dalaborg, les Suédois sont contraints d'accepter toutes les conditions de Marguerite, élue Souveraine de Suède, et s'engagent à accepter le roi qu'elle leur choisira.
Le 24 février 1389, son armée menée par Henrik Parow bat Albert, qui avait débarqué du Mecklembourg à Kalmar avec un millier de cavaliers allemands à la bataille d'Åsle. Après six ans de captivité au château de Lindholmen en Scanie, elle le contraint à abdiquer par « la Convention de Lindholm » (Lindholmstraktaten).
Marguerite est désormais la souveraine toute-puissante des trois royaumes scandinaves, jetant les bases de l'Union de Kalmar qu'elle fera signer huit ans plus tard en 1397, faisant couronner roi son petit-neveu Éric de Poméranie tout en gardant effectivement les rênes du pouvoir jusqu'à sa mort en 1412.
L'Union de Kalmar durera un siècle et un quart, n'étant effectivement rompue qu'en 1523 après la révolte du Suédois Gustave Vasa.
Toutefois, Stockholm, qui est alors une ville presque entièrement germanique, résiste encore. La crainte de Marguerite conduit les princes du Mecklembourg et les villes wendes à lui apporter leur assistance. La mer du Nord et la mer Baltique fourmillent rapidement de corsaires, les Frères des victuailles chargés de ravitailler Stockholm. La Ligue hanséatique intervient finalement et, lors de l'accord de Lindholm, signé en 1395, Albert est libéré sur la promesse de payer 60 000 marks en trois ans et la Hanse garde Stockholm en gage dans le même temps. Albert n'arrivant pas à payer cette rançon dans les temps, la Hanse rend Stockholm à Marguerite en septembre 1398 en échange de privilèges commerciaux.

### Éric de Poméranie
Son propre fils Oluf étant mort à 16 ans en 1387, elle se retrouve sans héritier direct et se choisit comme successeur Bogislaw, né de l'union de sa nièce avec Warcisław VII de Poméranie : celui-ci prendra le nom d'Éric de Poméranie lorsque ses droits à la couronne de Norvège auront été reconnus.
Elle le fait reconnaître par les trois pays : la Norvège en 1389, le Danemark en 1395 et la Suède en 1396. Elle convoque en 1397 à Kalmar une assemblée des représentants de tous ses états qui rédige le célèbre Acte d’union par lequel les royaumes de Danemark, de Norvège et de Suède s’unissent à perpétuité et, le 17 juin, fait couronner Éric roi du Nord.
Cette union n'est pas troublée de son vivant.

### Mort
Marguerite meurt soudainement à bord de son bateau dans le port de Flensbourg le 28 octobre 1412. Sa dépouille est inhumée dans un premier temps à l'abbaye de Sorø avant d'être déplacée à Roskilde. Son gisant, réalisé par le sculpteur de Lübeck Johannes Junge, se trouve derrière l'autel de la cathédrale de Roskilde, au Danemark. Elle fait un legs à la cathédrale à la condition que des messes pour le repos de son âme soient dites régulièrement. Ces messes ont cessé au moment de la Réforme mais, encore actuellement, une cloche spécifique sonne deux fois par jour en son souvenir.

## Galerie

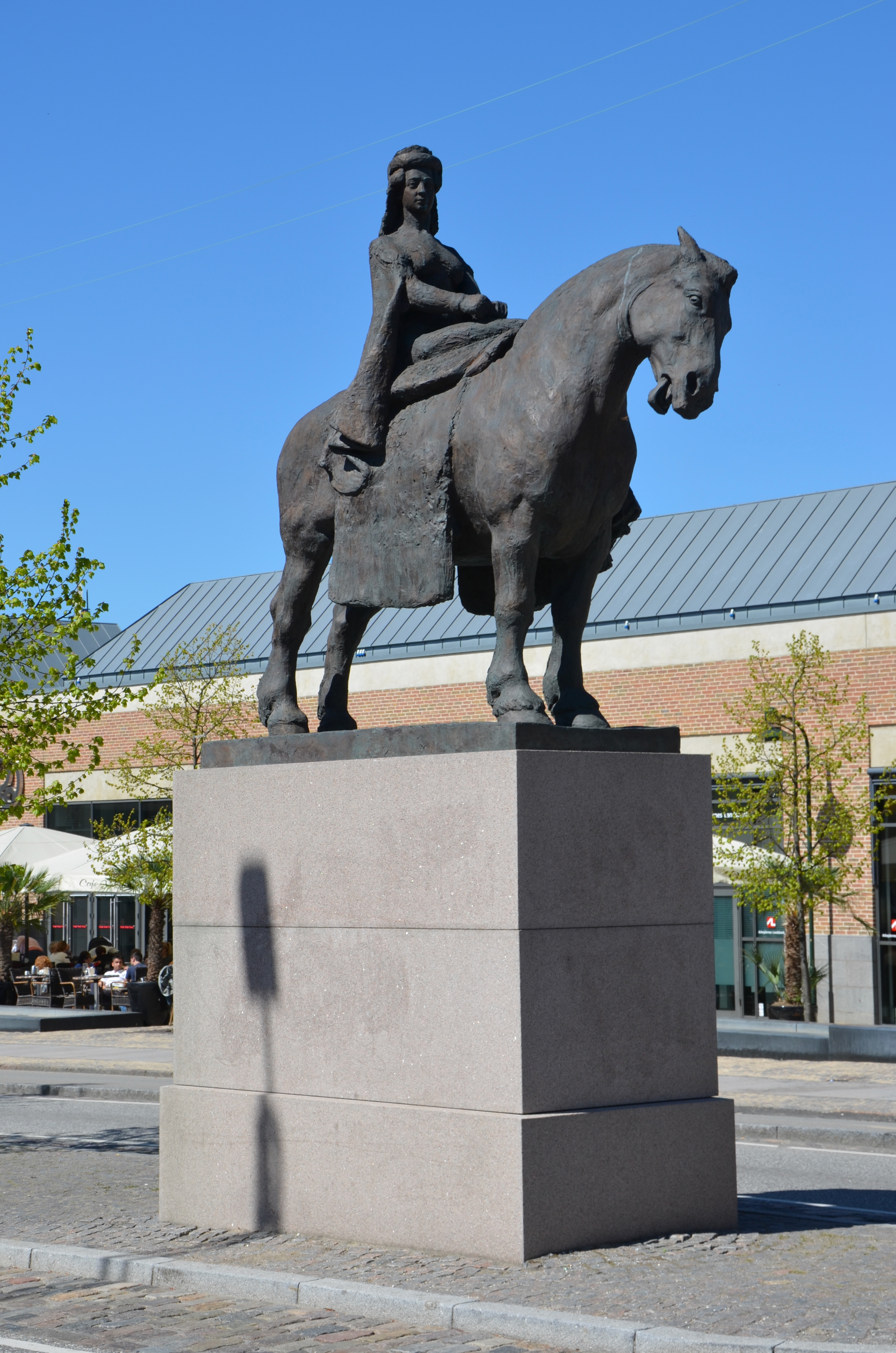
Statue équestre de la reine à Roskilde par Anne Marie Carl-Nielsen.
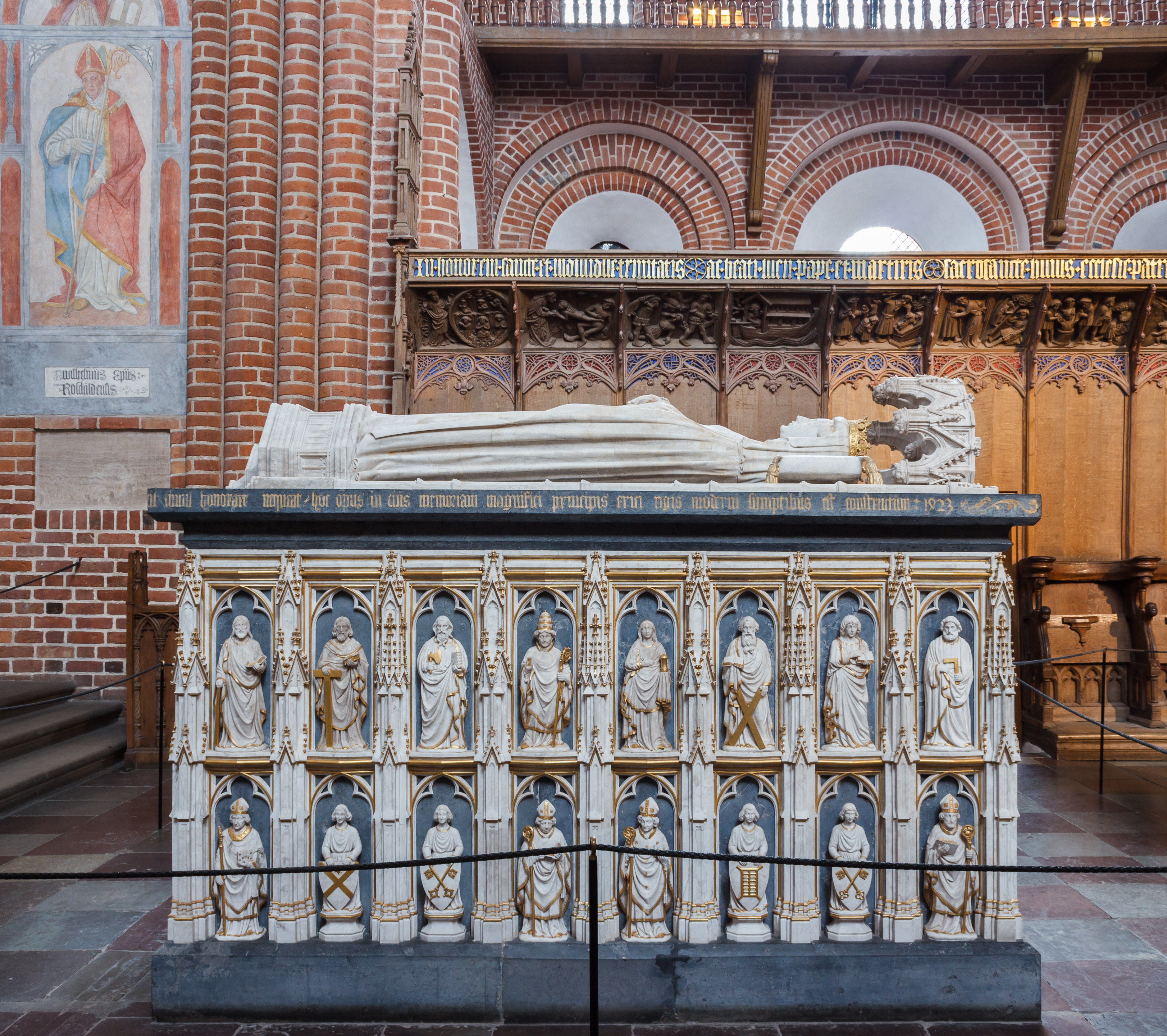
Au premier plan, tombe de Marguerite Ire dans la cathédrale de Roskilde.
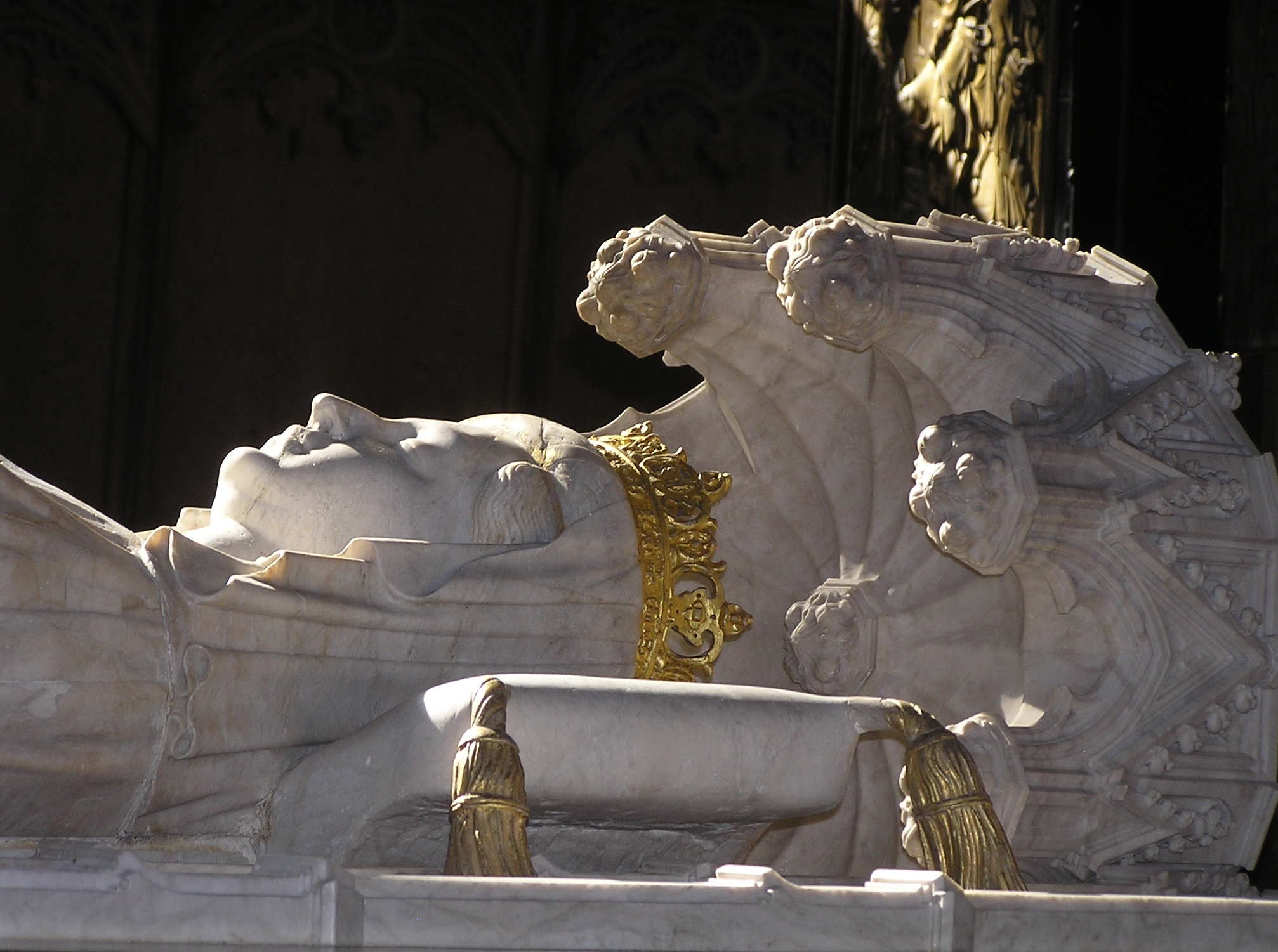
Visage du gisant de Marguerite Ire.
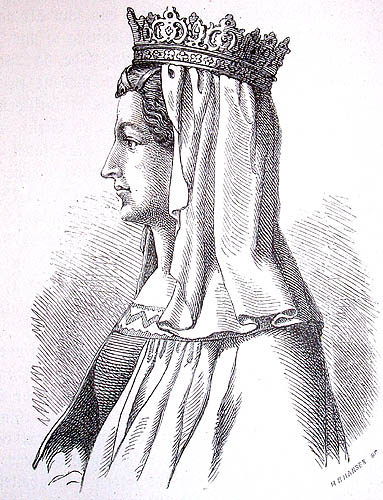
Marguerite Ire de Danemark par Hans Peter Hansen.